# Liste der Naturdenkmale in Meßstetten
| Naturdenkmale | Anzahl |
| ------------- | ------ |
| FND           | 3      |
| END           | 8      |
| Gesamt        | 11     |

Die Liste der Naturdenkmale in Meßstetten nennt die verordneten Naturdenkmale (ND) der im baden-württembergischen Zollernalbkreis liegenden Stadt Meßstetten. In Meßstetten gibt es insgesamt elf als Naturdenkmal geschützte Objekte, davon drei flächenhafte Naturdenkmale (FND) und acht Einzelgebilde-Naturdenkmale (END).
Stand: 1. November 2016.

## Einzelgebilde (END)
| Name                            | Bild | Kennung     | Einzelheiten | Position | Fläche Hektar | Datum         |
| ------------------------------- | ---- | ----------- | ------------ | -------- | ------------- | ------------- |
| Flaichgrube                     | BW   | 84170440334 | Meßstetten   | ⊙        | 0,0           | 29. Okt. 1996 |
| Höhlen im Strudelfels           | BW   | 84170440341 | Meßstetten   | ⊙        | 0,0           | 29. Okt. 1996 |
| Lochbrunnen                     |      | 84170440340 | Meßstetten   | ⊙        | 0,0           | 29. Okt. 1996 |
| Rotbuchen an der Hülbe          |      | 84170440159 | Meßstetten   | ⊙        | 0,0           | 28. Apr. 1995 |
| Saulöchle                       | BW   | 84170440343 | Meßstetten   | ⊙        | 0,0           | 29. Okt. 1996 |
| 1 Buche „Kochhafenbuche“        |      | 84170440316 | Meßstetten   | ⊙        | 0,0           | 15. Feb. 2000 |
| 1 Weidebuche im Trieb           | BW   | 84170440315 | Meßstetten   | ⊙        | 0,0           | 15. Feb. 2000 |
| 2 Kastanien am Steinernen Kreuz |      | 84170440267 | Meßstetten   | ⊙        | 0,0           | 28. Apr. 1995 |
| Legende für Naturdenkmal        |      |             |              |          |               |               |